# X9 (tåg)
X9 var en typ av expresståg, som Statens Järnvägar lät bygga under 1960-talet. Ganska tidigt kom typen att kallas för "Paprikatåg".
Namnet paprikatåg kommer av att tågen var målade i en stark färgsättning i en sorts orangeröd färg. Taket var från början grönt på tågen. Dessa tåg tillverkades 1959–1963 i Umeå av Hilding Carlssons Mekaniska Verkstad; den elektriska utrustningen tillverkades dock av Asea.
Tågsättet bestod av fyra delar, som vanligen kördes tillsammans i följande konfiguration:
- X9A - motorvagn med transformator: Längd 17 500 mm, vikt 26 ton (24 platser i 2:a klass)
- UA9 - passagerarvagn: Längd 17 400 mm, vikt 16 ton (30 platser i 1:a klass)
- UB9 - passagerarvagn: Längd 17 400 mm, vikt 16 ton (54 platser i 2:a klass)
- X9B - motorvagn utan transformator: Längd 17 500 mm, vikt 21 ton (46 platser i 2:a klass)

Det byggdes dessutom två exemplar av passagerarvagnen UAB9 för både 1:a och 2:a klass. Den hade samma mått som UA9 och UB9, men tog 17 passagerare i 1:a klass och 18 i 2:a.
Dessa expresståg sattes in först och främst dels i södra Sverige, dels i trafik mellan Stockholm och Dalarna. Tågen blev snabbt mycket uppskattade bland de resande eftersom tågen för sin tid hade mycket hög komfort.
Under 1970-talet flyttades de tåg som tidigare hade gått till Dalarna söderut och under en lång tid gick tågen enbart dels i Skåne, dels i området kring Göteborg.
Under 1980-talet flyttades också de tåg som gått i Skåne till Göteborgsområdet vilket innebar att samtliga tåg enbart gick i detta område under denna tid, där så småningom lokala trafikbolag tog över det mesta av driften. Under sina sista år blev tågen ommålade till nya färger som förändrade tågens utseende markant. 
Under 1990-talet började tågen ställas av. Det sista tåget av denna typ togs ur trafik 1999 och idag finns endast ett trevagnars (X9A 137+UB9 2352+X9B 138) tågsätt kvar hos Svenska Motorvagnsklubben.